# Foramen magnum

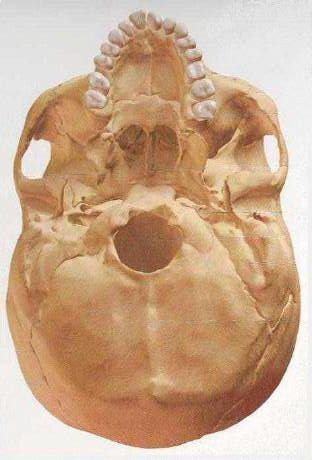
In der Schädelbasis befindet sich das Große Hinterhauptsloch

Rotationsanimiertes Modell: Durch das Hinterhauptsloch verläuft die Medulla oblongata mit dem Atemzentrum.

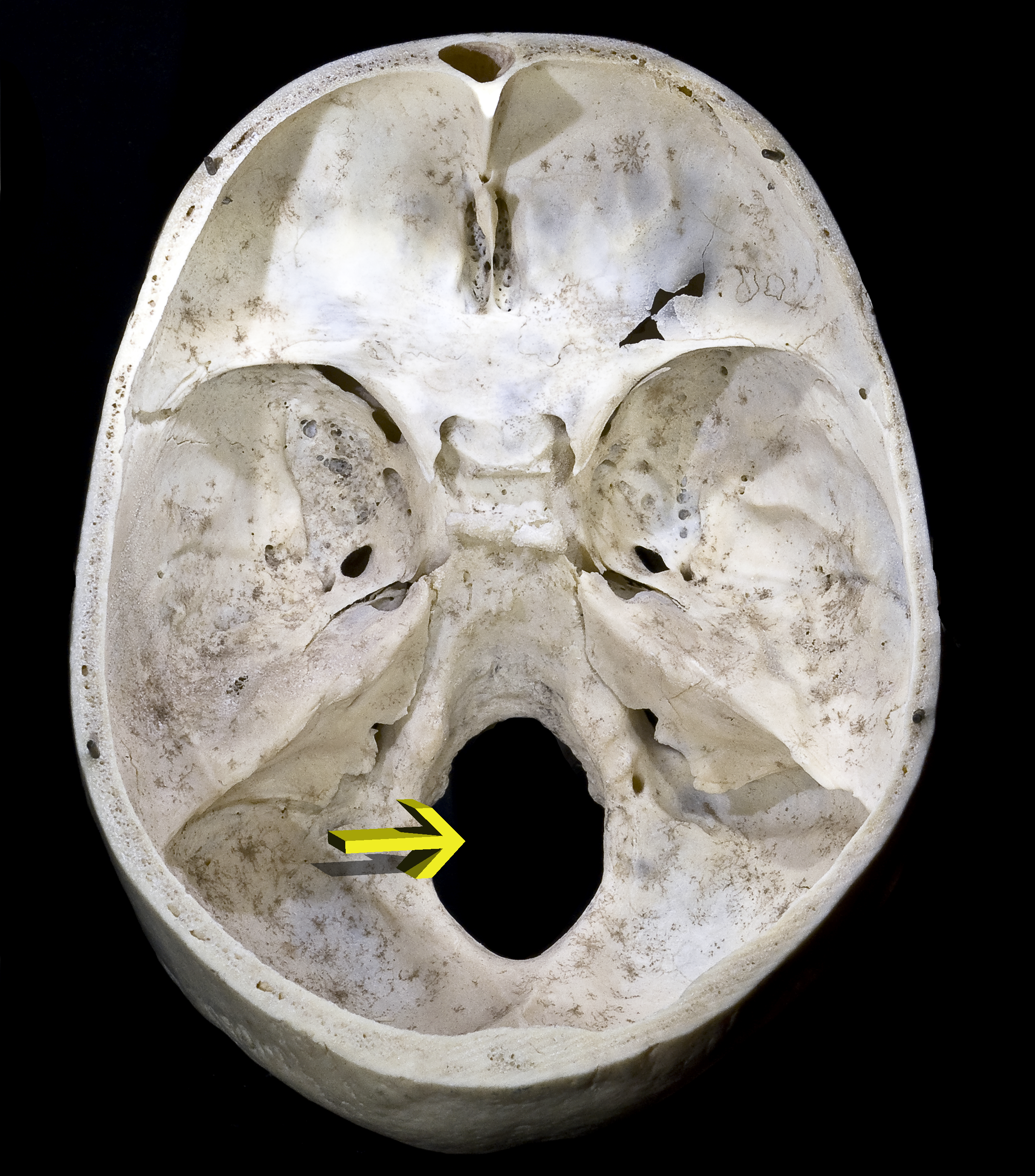
Foramen magnum

Das Foramen magnum (lateinisch für „großes Loch“) oder großes Hinterhauptsloch (Synonym: Foramen occipitale magnum) ist die größte Öffnung des Schädels an der Schädelbasis und wird vom Hinterhauptbein gebildet. Sein vorderer Mittelpunkt wird als Basion, sein hinterer als Opisthion bezeichnet; sie dienen als anatomische Orientierungspunkte für Schädelvermessungen.
Das Foramen magnum verbindet die Schädelhöhle mit dem Wirbelkanal und ist Durchtrittsstelle für das Zentrale Nervensystem (ZNS): Hier gehen Rückenmark und Gehirn ineinander über. Der an das Rückenmark anschließende Hirnteil ist die Medulla oblongata (,verlängertes Mark‘). Auch die spinalen Wurzeln des XI. Hirnnervs (Nervus accessorius), die Wirbelarterie (Arteria vertebralis) sowie ein venöser Plexus nutzen das Foramen magnum als Durchtrittsöffnung.
Die Lage des Hinterhauptslochs bei fossilen Schädeln von Vor- und Frühmenschen erlaubte Rückschlüsse auf die aufrechte Körperhaltung, denn ein relativ weit hinten liegendes Hinterhauptsloch wie bei den Menschenaffen deutet auf eine etwas nach vorn gebeugte Haltung bei der Fortbewegung hin, während ein mittig unter dem Schwerpunkt des Kopfes liegendes Hinterhauptsloch es ermöglicht, den Kopf durch  Balancieren ohne Anstrengung aufrecht zu tragen. Dies ermöglicht den aufrechten Gang (siehe auch Hominisation).

## Seitennachweise
1. ↑  Uni Köln Anatomie Schädelbasis (PDF-Datei; 4,33 MB)